# Mount Pavlof
Mount Pavlof ist ein Schichtvulkan auf der Alaska-Halbinsel und liegt am Ufer der Pavlof Bay. Er ist der derzeit aktivste Vulkan der Aleutenkette. Der Gipfelbereich des kegelförmigen Vulkans ist schneebedeckt. Vom Gipfel zieht ein deutlicher Grat Richtung Südwesten zum Rand der Emmons Lake Caldera. Der Vulkankegel misst ungefähr sieben Kilometer im Durchmesser. Nahe dem Gipfelbereich gibt es aktive Schlote an der Nord- und Ostseite. Der Name „Pavlof“ ist russischen Ursprungs und eine Übersetzung von Sankt Paul.

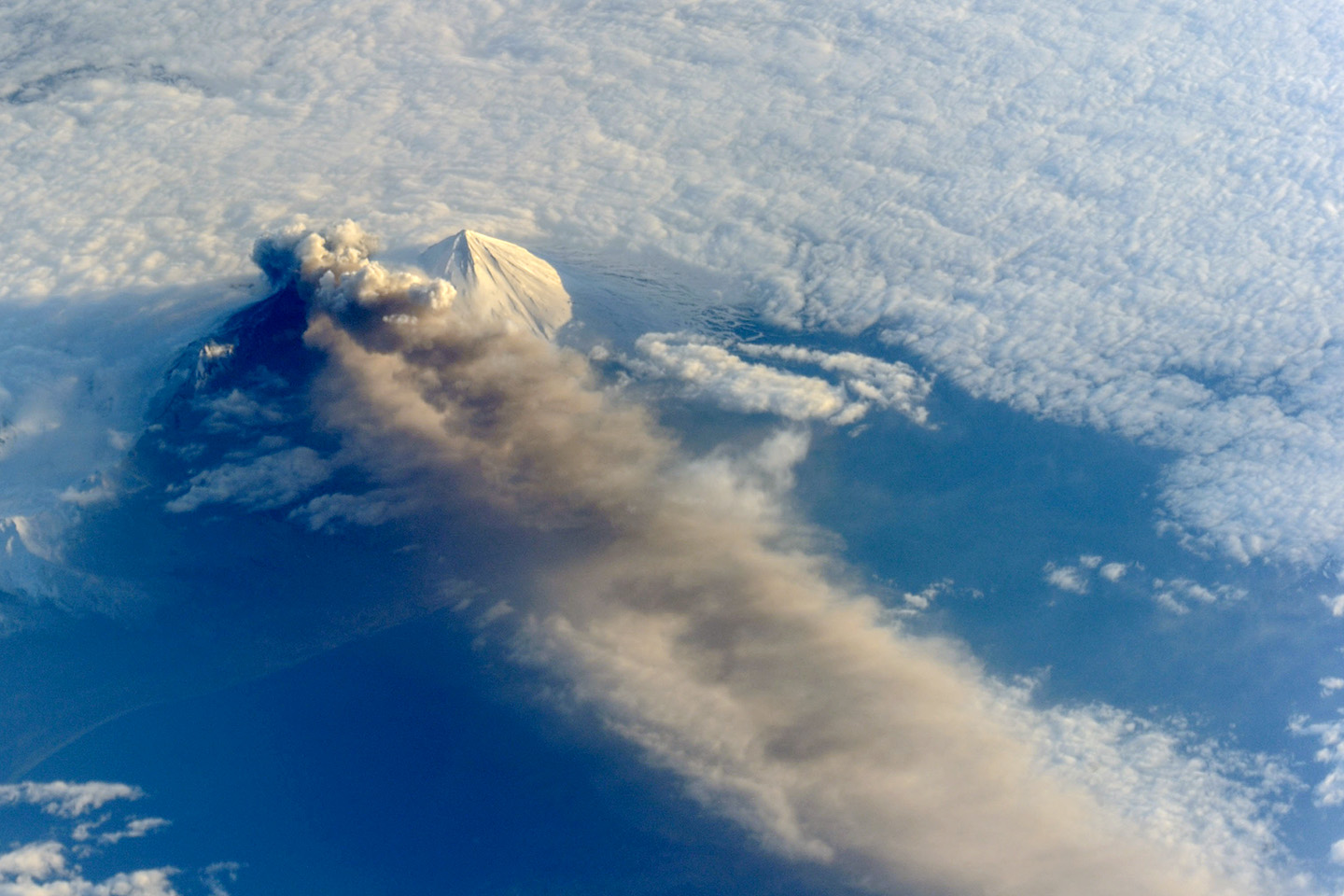
Die Eruption von 2013 aufgenommen aus dem Weltraum

Die letzte Eruption begann am 27. März 2016 und ließ am 28. März Asche bis 6000 m hoch aufsteigen. Die stärkste von 3 Eruptionen im Jahr 2014 ließ Asche sogar bis in 9000 m Höhe aufsteigen.
Eine Eruption begann am 12. November 2014 und hatte seit 16. November an Intensität deutlich abgenommen. Im Jahr 2014 gab es zuvor bereits eine Eruption, die Ende Mai begann und bis Ende Juli andauerte. Auch im Jahr 2013 gab es einen Ausbruch. Dieser begann Mitte Mai und dauerte bis Anfang August, dabei erreichte, die Aschewolke eine Höhe von 6000 Metern. Lava ergoss sich über die Nordwestflanke.
Seit Beginn der Aufzeichnungen im Jahr 1790 sind 40 Ausbrüche verzeichnet. Da die Ausbrüche eigentümlicherweise oft zwischen September und Dezember erfolgen, scheint er der berechenbarste aller aktiven Vulkane der Aleutenkette zu sein. Die Ausbrüche sind oft von schweren Erdbeben begleitet. Der größte bekannte Ausbruch ereignete sich im Jahr 1911 am Ende einer fünfjährigen Aktivitätsphase. Während dieses Ausbruchs öffnete sich eine Kluft an der Nordflanke des Vulkans und eruptierte große Felsbrocken und Lavaströme.

## Zwischenfälle
- Am 26. August 1970 wurde eine Douglas C-124C Globemaster II der United States Air Force (USAF) (Luftfahrzeugkennzeichen 52-1049) bei widrigem Wetter in die Flanke des Vulkans Mount Pavlof geflogen. Durch diesen CFIT (Controlled flight into terrain) wurden alle 7 Besatzungsmitglieder getötet.[7]